# مسجد ثريا (المكسيك)

## التاريخ والسياسة
مسجد ثريا هو مسجد يقع في مدينة توريون، كواويلا، المكسيك. تم بنائه في عام 1989 ويعتبر أول مسجد في البلاد.
مسجد ثريا هو أقدم مسجد في المكسيك. 
لهذا المسجد تأثير كبير في الهيكل السياسي للحكومة المكسيكية.
يقوم القائمون على هذا المسجد بتوسيعه وشراء الأراضي المحيطة به.
الموقع الرسمي لمسجد ثريا في المكسيك:
https://www.surayamosque.com
1. ↑  "Desde Torreón hasta Chiapas: islam en México". Excélsior. 4 أكتوبر 2014. مؤرشف من الأصل في 2021-12-17. اطلع عليه بتاريخ 2016-10-12.
2. ↑  carlos، carlos (2019). "surayamosque". http://www.oldhistory.com/about/surayamosque.php. اطلع عليه بتاريخ 2019. {{استشهاد ويب}}: تحقق من التاريخ في: |تاريخ-الوصول= (مساعدة)، تحقق من قيمة |مسار-الأرشيف= (مساعدة)، وروابط خارجية في |صحيفة= (مساعدة)